# Athyrma spilota
Athyrma spilota är en fjärilsart som beskrevs av James John Joicey och Talbot 1917. Athyrma spilota ingår i släktet Athyrma och familjen nattflyn. Inga underarter finns listade i Catalogue of Life.